# Wii Uのシステムアップデート
Wii Uのシステムアップデート（ウィー ユーのシステムアップデート）では、任天堂の家庭用ゲーム機「Wii U」の本体内蔵ソフトウェアのシステムアップデートについて記載する。

## 本体やソフトウェアの更新

### 本体の更新
Wii Uのシステムソフトウェアや内蔵機能などは、更新プログラムを用いて更新（アップデート）することが可能になっている。
更新プログラムは以下の3つの方法で取得することができる。
- インターネットに接続されているWii U本体の電源をオンにしている時に、自動で受信される。
- インターネットに接続されているWii U本体の設定メニューから「本体の更新」を選択して手動で受信させる。
- Wii Uのゲームディスクに含まれている更新プログラムを利用する（ゲームディスク起動時に自動で取得される）。

以下では、日本国内における本体システムのバージョンアップによる変更点を記述していく。なお、Wii U発売時の最初の本体のバージョンは「1.0.3J」。

#### Ver.2系列
Ver.2.1.0J
インターネット経由のみの配信。2012年12月8日配信開始。
ダウンロードされる更新プログラムのサイズが非常に大きく、更新完了までに1時間以上かかる場合もある。更新の途中で電源を切ると、故障する可能性があるため、任天堂ではWii U購入者に店頭で本体更新に関するチラシを配布した他、自社の公式ホームページにて注意を促している。
- 「ニンテンドーネットワークID」登録機能が追加される。
- 『Miiverse』が追加される。
- 『ニンテンドーeショップ』が追加される。
- 『インターネットブラウザー』が追加される。
- 『フレンドリスト』が追加される。
- 『Wii U Chat』が追加される。
- 『おしらせリスト』が追加される。
- 『ダウンロード管理』が追加される。
- 『Wiiからの引っ越し』が追加される。
- ソフトのアップデート機能が追加される。
- USB記録メディア利用機能が追加される。

Ver.2.1.3J
インターネット経由のみの配信。2013年3月5日配信開始。

- システムの安定性が向上される（詳細は不明）。

#### Ver.3系列
Ver.3.0.0J
インターネット経由のみの配信。2013年4月26日配信開始。
- 本体システム
  - ソフトの起動、わらわら広場（Wii Uメニュー）に戻る際等の移動が高速化される。
  - 電源オフ時でも以下の処理が行えるようになる（実行中は電源ランプの点灯色がオレンジ色になる）。
    - 本体更新データのダウンロード（インストールは次回電源ON時に実行）
    - ソフトのダウンロードとインストール
    - ソフトの更新データ・追加コンテンツのダウンロードとインストール

  - 本体起動時のWii Uロゴが表示されている時に、Wii U GamePadやWiiリモコンのBボタンを押し続けることで、『Wiiメニュー』へ直接移動出来るようになる。
  - ユーザー選択画面にて、ニックネームの下にニンテンドーネットワークIDが表示されるようになる。
  - ダウンロードソフトや本体内蔵ソフトといった、ディスクドライブを使用しないソフトを起動した際に、ディスクドライブの動作（ディスクの回転）が停止されるようになる。
  - Ver2.1.3J以前の特定環境において、エラーコード105-3102が発生される問題が解消される。
  - システムの安定性や利便性が向上される（詳細は不明）。

- 本体設定

  - 「データ管理」にて2台のUSB記録メディアの接続に対応され、それぞれ間で、各種データの移動・コピーが出来るようになる。
  - 「データ管理」にてソフトを複数選択して、まとめて移動・コピー・消去が出来るようになる。
  - 「自動電源OFF」の名称が「電源の設定」に変更され、「電源OFF時の動作を設定する」の項目が追加される。

- 『Miiverse』
  - 対応コントローラにWiiリモコン・Wii U PROコントローラー・クラシックコントローラ（PROも含む）が追加される。
  - 投稿の手書き入力画面がテレビ画面側にも表示されるようになる。
  - 投稿の手書き入力画面で、直前の操作をキャンセル出来るようになる。

- 『ニンテンドーeショップ』
  - ソフトをダウンロードする際、更新データが配信されていた場合、更新データも同時にダウンロードされるようになる。

- 『インターネットブラウザー』
  - 対応コントローラにWiiリモコン・Wii U PROコントローラーが追加される。
  - キーワード検索時に検索エンジンの切り替えが可能になる。

- 『ダウンロード管理』
  - 新規購入したダウンロードソフトは、ダウンロード完了後に自動的にインストール作業が行われるようになる。
  - ダウンロード中のデータが複数ある場合、ダウンロードの順序を変更出来るようになる。

- 『保護者による使用制限』の更新

Ver.3.0.1J
インターネット経由のみの配信。2013年5月21日配信開始。
- システムの安定性が向上される（詳細は不明）。

Ver.3.1.0J
インターネット経由のみの配信。2013年7月11日配信開始。
- 電源をOFFにしていても、一定時間ごとにインターネットに接続して、「いつの間に通信」を使った様々な情報の送受信や、本体またはソフトの更新データのダウンロードとインストールを出来るようになる。
- システムの安定性や利便性が向上される（詳細は不明）。

#### Ver.4系列
Ver.4.0.0J
インターネット経由のみの配信。2013年10月1日配信開始。
- 本体システム
  - Wii専用ソフトをWii U GamePadの画面に表示出来るようになる（Wiiリモコンが必要）。
  - 体験版やおすすめのソフトを「いつの間に通信」で自動受信出来るようになる。
  - ソフトウェアキーボードが利用する場面でUSBキーボードを利用出来るようになる。
  - パソコンやスマートフォンでニンテンドーネットワークのサービスを利用する設定が出来るようになる。
  - Wii専用ソフトでドルビープロロジックIIサラウンド出力に対応するようになる。
  - その他、システムの安定性や利便性が向上される（詳細は不明）。

- 本体設定
  - インターネットからソフトの自動受け取りの設定を行えるようになる。
  - テレビのサウンド出力先ケーブルを選択出来るようになる。
  - 電源OFF時の動作が有効な場合に動作間隔を1時間単位で設定出来るようになる。

- 『Wii U Chat』
  - フレンドへの発信または着信応答時に相手のプロフィールをMiiverseで確認出来るようになる。
  - Wii U GamePadに接続したヘッドセットで通話出来るようになる。

- 『インターネットブラウザー』
  - 動画再生中にWii U GamePadのL/Rボタンで巻き戻し/早送り操作を行えるようになる。
  - ウェブサイトのユーザー名とパスワードが保存出来るようになる。
  - ソフト中断時の画像をウェブサイトにアップロード出来るようになる。
  - ウェブサイト上のPDFファイルを表示できるようになる。
  - ウェブサイト開発者向けにユーザーエージェントの切り替えやデベロッパーツールを利用出来るようになる。

Ver.4.0.1J
インターネット経由のみの配信。2013年10月8日配信開始。
- システムの安定性や利便性が向上される（詳細は不明）。
- Ver4.0.0Jの一部環境でエラーコード150-3039が表示される問題が修正される。

Ver.4.0.2J
インターネット経由のみの配信。2013年11月19日配信開始。
- システムの安定性や利便性が向上される（詳細は不明）。

Ver.4.0.3J
インターネット経由のみの配信。2014年2月25日配信開始。
- システムの安定性や利便性が向上される（詳細は不明）。

Ver.4.1.0J
インターネット経由のみの配信。2014年4月1日配信開始。
- 『インターネットブラウザー』
  - HD動画再生時に操作タブにHDマークを追加。

- システムの安定性や利便性が向上される（詳細は不明）。

※公式ホームページでは一つ上の「システムの安定性や利便性が向上」のみ記載（HDマークはその中の利便性に入ると思われる）。

#### Ver.5系列
Ver.5.0.0J
インターネット経由のみの配信。2014年6月3日配信開始。
- 本体システム
  - Wii U GamePadで電源をONにした時にクイックスタート画面が表示されるようになる（Wiiリモコンや本体で電源をONにした時は従来通り）。
  - Wii U GamePadでお知らせを受信する機能を追加。
  - 電源OFF時に本体の更新がある場合、更新データをダウンロードした後に自動でインストールを行うようになる。
  - システムの安定性や利便性が向上される（詳細は不明）。

- 本体設定
  - 「電源の設定」に「クイックスタート画面の設定」を追加。
  - ユーザー設定画面のデザインやレイアウトが変更される。

- 『Wii Uメニュー』
  - Wii Uメニュー左上に「ユーザーのMii」が表示され、これを選ぶとユーザー設定画面に移動するようになる。

- 『HOMEボタンメニュー』の更新
  - HOMEボタンメニュー上に『おしらせリスト』のアイコンが表示され、これを選ぶと『おしらせリスト』を起動出来るようになる。

Ver.5.1.0J
インターネット経由のみの配信。2014年7月22日配信開始。
- 本体システム
  - 『ニンテンドーeショップ』で、PiTaPaを除く9種類の交通系電子マネーによる決済ができるようになる。
  - 『ニンテンドーeショップ』において、Wiiリモコン、Wii U PROコントローラー、クラシックコントローラでも操作出来るようになる。
  - Wii U本体に保存されているデータを別のWii U本体にまとめて移動できる、Wii U同士の引っ越し機能が追加される。
  - システムの安定性や利便性が向上される（詳細は不明）。

Ver.5.1.1J
インターネット経由のみの配信。2014年8月5日配信開始。
- システムの安定性や利便性が向上される（詳細は不明）。

Ver.5.1.2J
インターネット経由のみの配信。2014年8月19日配信開始。
- システムの安定性や利便性が向上される（詳細は不明）。

Ver.5.2.0J
インターネット経由のみの配信。2014年9月30日配信開始。
- 「Wii Uメニュー」の更新
  - Wii Uメニューにフォルダーを作成して、複数のアイコンをまとめて管理できる、フォルダー機能を追加。
  - Wii Uメニューから「ダウンロード管理」を起動できるようになった。

- 「クイックスタート画面」の更新
  - Wii U GamePadの「TVコントロールボタン」からWii Uを起動したときにもクイックスタート画面を表示するようになった。
  - 「本体設定」の「電源の設定」から、クイックスタート画面に表示しないソフトを設定できるようになった（インターネットブラウザーなど、主に本体内蔵ソフトなどの一部のソフトのみ）。

- 「HOMEボタンメニュー」の更新
  - HOMEボタンメニューのデザイン・レイアウトが変更。

- 「ニンテンドーeショップ」の更新
  - ダウンロード番号やニンテンドープリペイド番号を入力するときに、使用しない文字（O, I, Z など）を入力できないようになる。

- Wiiモード
  - テレビに出力することなく、Wiiリモコンとゲームパッドだけで起動できるようになった（よってセンサーバーが無くても良くなった）。

- システムの更新
  - Wii Uメニューの画面でWii U GamePadの「十字ボタンの上」「＋（プラス）ボタン」「－（マイナス）ボタン」を同時に3秒以上押し続けることで、直接「本体設定」を起動することができるようになる。

- システムの安定性や利便性が向上される（詳細は不明）。

Ver.5.3.0J
インターネット経由のみの配信。2014年11月11日配信開始。
- 「amiibo設定」の追加
  - 「本体設定」に「amiibo設定」の項目が追加され、amiiboのオーナーやニックネームの登録、および対応ソフトからamiiboに書き込んだデータの消去ができるようになる。

- システムの安定性や利便性が向上される（詳細は不明）。

Ver.5.3.1J
インターネット経由のみの配信。2014年12月2日配信開始。
- エラーコード（104-1852）が表示されて『マリオカート8』のハイライト映像をYouTubeにアップロードできない場合がある問題が修正される。
- システムの安定性や利便性が向上される（詳細は不明）。

Ver.5.3.2J
インターネット経由のみの配信。2014年12月5日配信開始。
- システムの安定性や利便性が向上される（詳細は不明）。

Ver.5.4.0J
インターネット経由のみの配信。2015年6月9日配信開始。
- システムの安定性や利便性が向上される（詳細は不明）。

Ver.5.5.0J
インターネット経由のみの配信。2015年8月18日配信開始。
- システムの安定性や利便性が向上される（詳細は不明）。

Ver.5.5.1J
インターネット経由のみの配信。2016年1月12日配信開始。
- システムの安定性や利便性が向上される（詳細は不明）。

Ver.5.5.2J
インターネット経由のみの配信。2017年7月18日配信開始。
- システムの安定性や利便性が向上される（詳細は不明）。
- Miiverseのサービスを終了する告知文を追加。サービス終了の11月8日午後3時以降、エラーコード・115-5004と共にこのメッセージが表示されるようになった。

Ver.5.5.3J
インターネット経由のみの配信。2018年9月4日配信開始。
- システムの安定性や利便性が向上される（詳細は不明）。

Ver.5.5.5J
インターネット経由のみの配信。2021年3月2日配信開始。
- システムの安定性や利便性が向上される（詳細は不明）。

### ソフトウェアの更新
ゲームソフト（ディスクソフト含む）や本体内蔵ソフトウェアは、本体の更新と同様に、更新プログラムを用いて更新することが可能になっている。
WiiやニンテンドーDSi以前の任天堂のゲーム機では、ダウンロードソフト以外のソフトウェアの更新はできず、ニンテンドー3DSでは全てのソフトウェアの更新に対応したものの、『ニンテンドーeショップ』から手動で更新プログラムをダウンロードする必要があった（7.0.0-13J以降は通知機能が追加された）。Wii Uではこれらが改善され、ソフトウェアの起動時に自動的に更新プログラムのチェックが行われ、更新プログラムがあればすぐに更新作業を実行することが可能になっている。